# Vitalius dubius
Vitalius dubius är en spindelart som först beskrevs av Cândido Firmino de Mello-Leitão 1923.  
Vitalius dubius ingår i släktet Vitalius och familjen fågelspindlar. Inga underarter finns listade i Catalogue of Life.